# Коичи Танака
Коичи Танака (транслит. ; Тојама, 3. август 1959) је јапански хемичар. Добио је Нобелову награду за хемију 2002. за развој иновативне методе анализе биолошких макромолекула масеном спектрометријом. Награду је поделио са Џон Бенет Феном и Куртом Витрихом.
Дипломирао је 1983. на Универзитету Тојама у Јапану, и једини је добитник Нобелове награде у научним дисциплинама без постдипломског школовања. Од дипломирања запослен је у Шимадзу корпорацији где развија масене спектрометре.
За анализу макромолекула, рецимо протеина, масеном спектрометријом, анализирана супстанца се мора јонизовати и претворити у пару тако што се озрачује ласером. Проблем је у томе што јак ласерски зрак разбија структуру супстанце. Танака је фебруара 1985. открио да коришћењем матрице од финог металног праха у глицеролу, посматрана материја може да се јонизује без разарања структуре. Овај патент је пријављен 1985. и свету представљен 1987. под именом мека ласерска десорпција (soft laser desorption). Сличан метод (MALDI) су 1985. развили Михаел Карас и Франц Хиленкамп.